# Condado de Lidzbark
Nota linguística: Não confundir hrabstwo (condado) com powiat (divisão administrativa)..
Lidzbark (polaco: powiat lidzbarski) é um powiat (condado) da Polónia, na voivodia de Vármia-Masúria. A sede é a cidade de Lidzbark Warmiński. Estende-se por uma área de 924,42 km², com 43 251 habitantes, segundo os censos de 2005, com uma densidade 46,79 hab/km².

## Divisões admistrativas
O condado possui:
Comunas urbanas: Lidzbark Warmiński
Comunas urbana-rurais: Orneta
Comunas rurais: Kiwity, Lidzbark Warmiński, Lubomino
Cidades: Lidzbark Warmiński, Orneta

## Demografia
População (dados de 30 de Junho de 2005):
|          | Total   | Total | Mulheres | Mulheres | Homens  | Homens |
| -------- | ------- | ----- | -------- | -------- | ------- | ------ |
|          | pessoas | %     | pessoas  | %        | pessoas | %      |
| Total    | 43 251  | 100   | 21 962   | 50,8     | 21 289  | 49,2   |
| Cidades  | 25 972  | 100   | 13 558   | 52,2     | 12 414  | 47,8   |
| Povoados | 17 279  | 100   | 8404     | 48,6     | 8875    | 51,4   |